# جون فنسنت (قسيس)
جون فنسنت (بالإنجليزية: John Vincent)‏ هو قسيس ناميبي، ولد في 1894، وتوفي في 19 مايو 1960.